# La princesa Caraboo
La princesa Caraboo (títol original: Princess Caraboo) és una pel·lícula històrica de comèdia dramàtica britànica-estatunidenca de 1994, co-escrita (amb John Wells) i dirigida per Michael Austin, basada en la vida real de la Princesa Caraboo, que es va fer passar en la societat britànica com una princesa exòtica que parlava una llengua estrangera estranya, i que és interpretada per Phoebe Catis. Ha estat doblada al català.

## Argument
El 1817, una jove (Phoebe Catis) apareix al camp anglés, amb un abillament exòtic i parlant incoherències. També porta un inusual tatuatge polinesi a les cames. Lliurada a una casa propera, la misteriosa dona està protegida pels Worralls (Jim Broadbent i Wendy Hughes). Durant l'audiència, no obstant això, la dona convenç els magistrats dient que és una princesa d'origen polinesi anomenada Caraboo i que va escapar dels seus segrestadors pirates. Els Worralls van donar la benvinguda a Caraboo a casa seva i li prodiguen el degut respecte a un membre d'una família reial. Amb maneres de societat, Caraboo guanya un lingüista (John Lithgow), el príncep regent (John Sessions) i fins i tot Frixos. Només un periodista irlandès, Gutch (Stephen Reva), es mostra escèptic sobre els orígens de Caraboo.

## Repartiment
- Phoebe Cates: Princesa Caraboo/Mary Baker.
- Jim Broadbent: Mr. Worrall
- Wendy Hughes: Mrs. Worrall
- Kevin Kline: Frixos.
- John Lithgow: Professor Wilkinson.
- Stephen Rea: Gutch.
- Peter Eyre: Lord Apthorpe.
- Jacqueline Pearce: Lady Apthorpe.
- John Wells: Reverend Wells.
- John Lynch: Amon McCarthy.
- John Sessions: Príncep Regent.
- Arkie Whiteley: Betty.
- Jerry Hall: Lady Motley.

## Rebuda
Princess Caraboo va rebre una barreja de comentaris positius amb un 60% "fresc" a Rotten Tomatoes.